# 津门路聚会所
津门路聚会所是地方教会福州教会的一个重要聚会所，位于城内（鼓楼区）津门路。

## 歷史
1924年，地方教会的2个创始人倪柝声与王载在传道上意见分歧，倪柝声离开福州到外地建立教会。
1930年代，王载的弟弟王峙在城内鳌峰坊开辟第二个聚会点，1936年改址河西路，称基督徒聚集处。
1946年迁到津门路，改称基督徒聚会处，由祁文郁、张诗贞、唐一帆、郑证光负责。
1948年春节期间，他们邀请李常受等人在此讲道，并接受倪柝声、李常受的带领，重新安排了陈恪三、陈必荫、陈贞藩等人负责。此后，不接受倪带领的祁文郁又在河西路恢复基督徒聚集处。津门路聚会所大传福音，人数迅速扩增。不久又增设了中洲聚会所（倪柝声祖产改建），以及12个家（聚会所）。

### 1949年以後
1966年文革期间关闭。
1980年代恢复聚会。1994年，津门路聚会所信徒有1,000人，暂借花巷堂聚会。